# Grahovo, Cerknica
Grahovo [grahôvo] je gručasto naselje v vzhodnem delu Cerkniškega polja ob cesti Cerknica - Stari trg pri Ložu ob vznožju Slivnice (1114 m), na obeh bregovih potoka Grahovščice. Spada v občino Cerknica.
Na Griču (735 m) so ostanki razvalin Starega gradu, pod katerim naj bi bila po ljudskem izročilu zasuta jama z zakladom. Od tod izročilo, da naj bi se kraj prvotno imenoval »Grofovo«.
V jami nad Grahovim so leta 1963 odkrili skeletne ostanke treh oseb in bronasto zapestnico iz starejše železne dobe.
Župnijska cerkev Brezmadežnega spočetja Device Marije je bila zgrajena leta 1992 pa načrtu arhitekta Franca Kvaternika. Stara cerkev iz leta 1671 je bila požgana leta 1943. Pred osnovno šolo stoji od leta 1990 kamnit spomenik (miza s knjigo in vklesanimi verzi) pesnika Franceta Balantiča, ki je v tem kraju padel kot domobranec. Na pokopališču je urejen in označen Balantičev grob. Na napisni plošči so njegovi verzi. Ob šoli stoji spomenik žrtvam NOB.
Kraj se prvič omenja leta 1355.

## Prebivalstvo
Etnična sestava 1991:
- Slovenci: 404 (97,3 %)
- Hrvati: 8 (1,9 %)
- Srbi: 1
- Neznano: 2